# شهرستان کرافورد (پنسیلوانیا)
شهرستان کرافورد، پنسیلوانیا (به انگلیسی: Crawford County, Pennsylvania) شهرستانی در ایالات متحده آمریکا است که در پنسیلوانیا واقع شده‌است.

## خصوصیات
شهرستان کرافورد ۲٬۶۸۸٫۴۲ کیلومترمربع مساحت دارد.